# Comuna Hrușova, Criuleni
Comuna Hrușova este o comună din raionul Criuleni, Republica Moldova. Este formată din satele Hrușova (sat-reședință), Chetroasa și Ciopleni.

## Demografie
Conform datelor recensământului din 2014, comuna are o populație de 2.494 de locuitori. La recensământul din 2004 erau 2.394 de locuitori.

## Administrație și politică
Componența Consiliului local Hrușova (11 consilieri), ales la 5 noiembrie 2023, este următoarea:
|  | Partid                                       | Consilieri | Componență | Componență | Componență | Componență | Componență | Componență | Componență | Componență | Componență | Componență |
|  | -------------------------------------------- | ---------- | ---------- | ---------- | ---------- | ---------- | ---------- | ---------- | ---------- | ---------- | ---------- | ---------- |
|  | Partidul Acțiune și Solidaritate             | 10         |            |            |            |            |            |            |            |            |            |            |
|  | Partidul Socialiștilor din Republica Moldova | 1          |            |            |            |            |            |            |            |            |            |            |